# Anna Jegorowa
Anna Aleksandrowna Jegorowa (Timofiejewa), ros. Анна Александровна Егорова (Тимофеева) (ur. 10 września?/23 września 1916, zm. 29 października 2009) – radziecka pilot, uczestniczka II wojny światowej, Bohater Związku Radzieckiego.

## Życiorys
Rosjanka, urodziła się we wsi Wołodowo w rejonie kuwszynowskim obwodu twerskiego. Po ukończeniu szkoły przeniosła się do Moskwy, gdzie ukończyła szkołę zawodową i pracowała w obsłudze technicznej moskiewskiego metra, jednocześnie interesowała się lotnictwem i należała do aeroklubu. W 1938 skierowano ją do szkoły lotniczej Osoawiachimu, lecz na skutek aresztowania jej brata z przyczyn czystek politycznych, zwolniono ją. Po przeniesieniu się do Smoleńska, gdzie podjęła pracę w fabryce lnu, zdołała uzyskać skierowanie do szkoły lotniczej w Chersoniu, którą ukończyła w 1939 roku. Pracowała następnie jako instruktor w aeroklubie.
Po ataku Niemiec na ZSRR podczas II wojny światowej w 1941, została zmobilizowana do lotniczej 130. samodzielnej eskadry łącznikowej Frontu Południowego, gdzie latała na powolnych nieuzbrojonych dwupłatach Po-2, także w misjach rozpoznawczych i łącznikowych do okrążonych oddziałów za linię frontu. Wykonała około 100 misji i została wówczas odznaczona Orderem Czerwonego Sztandaru. Wiosną 1942 roku wykonała przymusowe lądowanie na samolocie uszkodzonym przez niemiecki myśliwiec. Jesienią 1942 uzyskała przeniesienie do lotnictwa szturmowego – 805. pułku lotnictwa szturmowego 197. Dywizji Lotnictwa Szturmowego, latającej na samolotach Ił-2. Była jedyną kobietą-pilotem w pułku, później latała w żeńskiej załodze wraz ze strzelcem Jewdokią Nazarkiną. Pod koniec swojej służby, została nawigatorem pułku. Uczestniczyła w walkach na Tamaniu, Małej Ziemi, wyzwoleniu Krymu, Ukrainy i Polski, odbywając ponad 100 lotów bojowych (według innych źródeł – łącznie podczas wojny 277 lotów). 
Jej samolot został zestrzelony 20 sierpnia 1944 w walkach nad linią Wisły – przyczółkiem warecko-magnuszewskim. Jegorowa została uznana za poległą i przedstawiono ją do pośmiertnego tytułu Bohatera Związku Radzieckiego. Jednakże została ona jedynie ranna i dostała się do niewoli niemieckiej. W styczniu 1945 niemiecki obóz jeniecki na terenie Polski, w którym przebywała, został wyzwolony przez wojska radzieckie.
Po powrocie do kraju Jegorowa była represjonowana przez NKWD w związku z uznaniem jeńców wojennych za „wrogów ojczyzny” przez Józefa Stalina. Komisja medyczna nie dopuściła jej do dalszego latania. Zamieszkała w Moskwie, gdzie podjęła pracę w metrze i wyszła za mąż za Wiaczesława Timofiejewa – byłego dowódcę jej dywizji lotniczej. Dopiero 6 maja 1965 przyznano jej tytuł Bohatera Związku Radzieckiego.

## Nagrody i odznaczenia
Oprócz Złotej Gwiazdy Bohatera Związku Radzieckiego, Anna Jegorowa była odznaczona orderami: Lenina, dwukrotnie Czerwonego Sztandaru, dwukrotnie Wojny Ojczyźnianej I stopnia. Od 1943 była członkiem KPZR.